# James Sheakley
James Sheakley (né le 24 avril 1829 à Sheakleyville, en Pennsylvanie et mort le 11 décembre 1917  à Greenville, en Pennsylvanie) est un homme politique démocrate américain. Il est représentant du 26e district de Pennsylvanie entre 1875 et 1977, puis gouverneur du district de l'Alaska entre 1893 et 1897.

## Crédit d'auteurs
- (en) Cet article est partiellement ou en totalité issu de l’article de Wikipédia en anglais intitulé « James Sheakley » (voir la liste des auteurs).